# Episodi di Doppia sentenza (serie televisiva 1969) (quinta stagione)
La quinta stagione della serie televisiva Doppia sentenza è stata trasmessa in anteprima nel Regno Unito dalla BBC One tra il 12 settembre 1973 e il 16 gennaio 1974.
| nº | Titolo originale                 | Titolo italiano | Prima TV UK       | Prima TV Italia |
| -- | -------------------------------- | --------------- | ----------------- | --------------- |
| 1  | Errors                           |                 | 12 settembre 1973 |                 |
| 2  | Signed Off                       |                 | 19 settembre 1973 |                 |
| 3  | A Quiet Man                      |                 | 26 settembre 1973 |                 |
| 4  | No Way                           |                 | 3 ottobre 1973    |                 |
| 5  | No Life for a Woman              |                 | 10 ottobre 1973   |                 |
| 6  | Twenty-Seven Pieces of Porcelain |                 | 17 ottobre 1973   |                 |
| 7  | Night-Watch                      |                 | 24 ottobre 1973   |                 |
| 8  | Catch as Catch Can               |                 | 31 ottobre 1973   |                 |
| 9  | The Loudmouth                    |                 | 7 novembre 1973   |                 |
| 10 | Interrogation                    |                 | 14 novembre 1973  |                 |
| 11 | Slip of the Tongue               |                 | 21 novembre 1973  |                 |
| 12 | Trial                            |                 | 28 novembre 1973  |                 |
| 13 | Skipper's Walk                   |                 | 5 dicembre 1973   |                 |
| 14 | Cover                            |                 | 12 dicembre 1973  |                 |
| 15 | Observation                      |                 | 19 dicembre 1973  |                 |
| 16 | Trouble-Maker                    |                 | 2 gennaio 1974    |                 |
| 17 | The Raider                       |                 | 9 gennaio 1974    |                 |
| 18 | Victim                           |                 | 16 gennaio 1974   |                 |